# Présidence grecque du Conseil de l'Union européenne en 2003
Présidence danoise du Conseil de l'Union européenne en 2002 Présidence italienne du Conseil de l'Union européenne en 2003
La présidence grecque du Conseil de l'Union européenne en 2003 désigne la quatrième présidence du Conseil de l'Union européenne effectuée par la Grèce depuis son adhésion à la Communauté économique européenne en 1981.
Elle fait suite à la présidence danoise de 2002 et précède celle de la présidence italienne du Conseil de l'Union européenne à partir du 1er juillet 2003.

## Compléments